# Celulosa moldeada

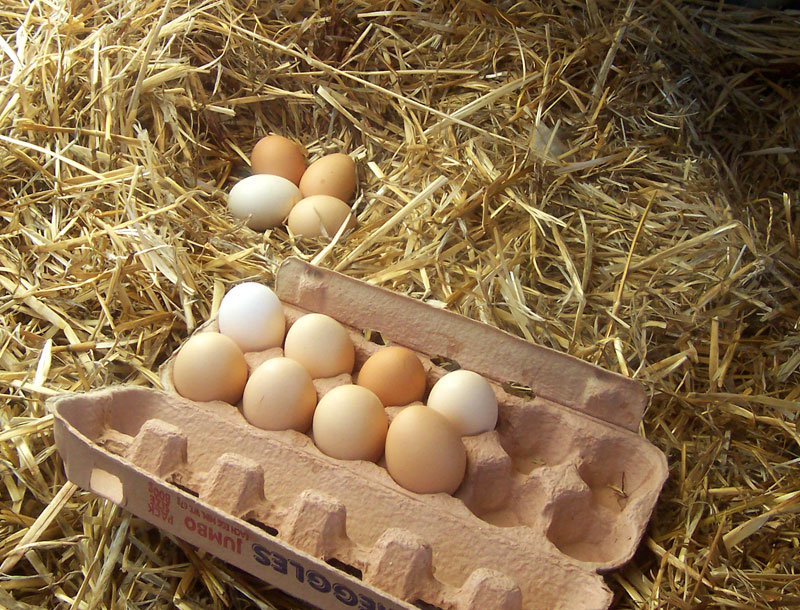
Embalaje de celulosa moldeada.

La celulosa moldeada es un material semirrígido obtenido a partir de pasta de papel que se utiliza para el envasado de determinados productos, especialmente, bandejas para huevos y fruta. 
La materia prima de la pulpa moldeada está constituida por papel reciclado. Al papel usado se le añade agua en abundancia en el pulper (especie de batidora) en que se realiza la primera depuración. En este se eliminan los plásticos, alambres y otros materiales pesados que se recogen al finalizar el ciclo de pulpeo. Una vez limpia, la pasta se dirige a uno o varios depuradores de tipo ciclónico, que extrae restos menores que todavía retiene la pasta. El material aceptado es enviado a uno o varios depuradores de rejillas que por medio de orificios cada vez más pequeños va seleccionando la fibra del tamaño deseado. En este proceso se depura totalmente la pulpa que, finalmente, pasa por equipos de regulación y control un flujo de pasta celulósica que se envía a una máquina moldeadora. En ella, y por medio de matrices, se forma el producto. Los moldes dan forma a la pulpa y succionan toda el agua que es posible extraer. Posteriormente, se procede a su secado. 
Las principales ventajas de la celulosa moldeada son su bajo precio y la posibilidad de adaptarla a la forma del producto. Se utiliza como envase y también como acondicionador de producto.
- Datos: Q1092123